# Pilosium serrulatum
Pilosium serrulatum là một loài rêu trong họ Stereophyllaceae. Loài này được R.S. Williams mô tả khoa học đầu tiên năm 1930.